# V479 Андромеды
V479 Андромеды (лат. V479 Andromedae) — поляр, двойная новоподобная катаклизмическая переменная звезда (NL) в созвездии Андромеды на расстоянии (вычисленном из значения параллакса) приблизительно 7760 световых лет (около 2379 парсеков) от Солнца. Видимая звёздная величина звезды — от +17,65m до +17,3m. Орбитальный период — около 14,3 часов.

## Характеристики
Первый компонент — аккрецирующий белый карлик.
Второй компонент — жёлто-оранжевый субгигант спектрального класса G8-K0IV, или K0IV. Масса — около 0,79 солнечной, радиус — около 1,29 солнечного.